# Ângulo de ataque

Esquema das quatro forças da aerodinâmica, atuando na asa de um avião..

Nesse diagrama, as linhas pretas representam o fluxo do vento. A asa é mostrada em ciano. O ângulo α é o ângulo de ataque.

Ângulo de ataque, em aviação, é um ângulo aerodinâmico e pode ser definido como o ângulo formado pela corda do aerofólio e a direção do seu movimento relativo ao ar, ou melhor, em relação ao vento aparente (ou vento relativo).
O ângulo de ataque é um dos principais fatores que determinam a quantidade de sustentação, de atrito (ou arrasto) e momento produzido pelo aerofólio.

## Hélices
São vários os fatores que podem influir na modificação do ângulo de ataque das pás de uma hélice. Alguns são controlados pelo piloto e outros ocorrem automaticamente devido ao desenho do sistema rotor. O piloto pode controlar o ângulo de ataque com o controle de cíclico e com o coletivo.
Sempre que a máquina sai do voo estacionário, este ângulo muda constantemente consoante as pás vão descrevendo o seu ciclo ao longo do disco rotor. Há fatores que podem afetar o ângulo de ataque e sobre os quais o piloto tem pouco ou nenhum controle como sejam, o deslocamento rápido e no sentido vertical da ponta da pá (flaping), a flexibilidade das pás e turbulência do ar.